# Kanton Aignan
Der Kanton Aignan war bis 2015 ein französischer Wahlkreis in der Region Midi-Pyrénées. Er lag im Arrondissement Mirande im Département Gers. ein Hauptort war Aignan.
Der Kanton war 189,59 km² groß und hatte 2690 Einwohner (Stand: 2012).

## Gemeinden
| Gemeinde                | Einwohner | Code postal | Code Insee |
| ----------------------- | --------- | ----------- | ---------- |
| Aignan                  | 842       | 32290       | 32001      |
| Avéron-Bergelle         | 176       | 32290       | 32022      |
| Bouzon-Gellenave        | 167       | 32290       | 32063      |
| Castelnavet             | 155       | 32290       | 32081      |
| Fustérouau              | 114       | 32400       | 32135      |
| Loussous-Débat          | 56        | 32290       | 32218      |
| Lupiac                  | 312       | 32290       | 32219      |
| Margouët-Meymes         | 173       | 32290       | 32235      |
| Pouydraguin             | 136       | 32290       | 32325      |
| Sabazan                 | 135       | 32290       | 32354      |
| Saint-Pierre-d’Aubézies | 74        | 32290       | 32403      |
| Sarragachies            | 265       | 32400       | 32414      |
| Termes-d’Armagnac       | 215       | 32400       | 32443      |